# Subskrypcja
Subskrypcja – mechanizm (element stron WWW) służący do pobierania od użytkowników ich adresów e-mail, które są katalogowane w bazach danych i używane do wysyłania określonych informacji (np. newslettera czy ofert handlowych).
Element składa się z formularza, w którym użytkownik wpisuje swój e-mail oraz przycisku, który wysyła zawartość formularza do skryptu przetwarzającego. W celu uniknięcia rozsyłania informacji do osób, które sobie tego nie życzą – po zapisaniu się do subskrypcji na podany e-mail przychodzi list (generowany automatycznie), który zawiera link. Dopiero po kliknięciu łącza użytkownik jest zapisywany na listę mailingową i od tego momentu może otrzymywać informacje. Mechanizm subskrypcji zawiera również możliwość wypisania się z listy mailingowej przez użytkownika w dowolnym momencie.